# Canton de Monestiés
Le canton de Monestiès est une ancienne division administrative française, située dans le département du Tarn en région Midi-Pyrénées.

## Géographie
Ce canton était organisé autour de Monestiès dans l'arrondissement d'Albi. Son altitude variait de 156 m pour Saint-Christophe à 516 m pour Montirat, avec une moyenne de 318 m.

## Histoire
Par une loi du 7 juillet 1889, le canton de Carmaux est créé aux dépens de celui de Monestiés.
Le canton de Monestiès est supprimé par le décret du 17 février 2014 qui entre en vigueur lors des élections départementales de mars 2015. Il est englobé dans le canton de Carmaux-2 Vallée du Cérou.

## Administration

### Conseillers généraux de 1833 à 2015
| Période | Période      | Identité                                               | Étiquette              | Qualité |
| ------- | ------------ | ------------------------------------------------------ | ---------------------- | --- |
| 1833    | 1845         | Charles de Bancalis de Maurel Marquis d'Aragon         | Monarchiste            | Député du Tarn (1846-1849) Pair de France Propriétaire à Monestiés                                                     |
| 1845    | 1848         | Baron Joseph-Léonard Decazes (beau-frère du précédent) | Majorité ministérielle | Ancien Préfet du Tarn Député (1830-1834 et 1837-1846)                                                                  |
| 1848    | 1852         | Gabriel Paliès                                         |                        | Propriétaire, maire de Carmaux                                                                                         |
| 1852    | 1860 (décès) | Casimir Biscons                                        |                        | Notaire à Monestiés, conseiller d'arrondissement                                                                       |
| 1860    | 1864         | Baron Charles Decazes                                  |                        | Officier d'infanterie, propriétaire à Saint-Hippolyte Député (1871-1876)                                               |
| 1864    | 1874         | Auguste Veyriac                                        |                        | Avocat, juge de paix, notaire Maire de Carmaux (1860-1865)                                                             |
| 1871    | 1892         | Jean-Baptiste Héral                                    | Un.rép.                | Géomètre Maire de Blaye-les-Mines (1870-1874 et 1876-1908) Député (1885-1889)                                          |
| 1889    | 1900 (décès) | Jules Maffre                                           | Rad.                   | Docteur-médecin Maire de Monestiés (1884-1900)                                                                         |
| 1900    | 1912 (décès) | Raymond Rouffiac                                       | Rad.                   | Limonadier - Greffier de la justice de paix à Monestiés                                                                |
| 1913    | 1931         | Philippe Marty                                         | SFIO                   | Meunier du moulin de Flottes Maire de Monestiés (1919-1925)                                                            |
| 1931    | 1932 (décès) | Gabriel Carrière                                       | PDP                    | Avocat et avoué à Albi Maire de Trévien (1924-1932)                                                                    |
| 1932    | 1937         | Marceau Ichard                                         | USR                    | Cultivateur Maire de Laparrouquial (1934-1970)                                                                         |
| 1937    | 1940         | Raoul Balssa (1901-1966)                               | Rad.                   | Propriétaire cultivateur Maire de Montirat, conseiller d'arrondissement Nommé conseiller départemental en 1942         |
|         |              |                                                        |                        | |
| 1945    | 1982         | André Bonné                                            | SFIO puis PS           | Propriétaire Maire de Trévien (1945-1983)                                                                              |
| 1982    | 2008         | Jean-Marc Pastor                                       | PS                     | Agriculteur Sénateur (1995-2014) Maire de Le Ségur (1977-2008) Président de la Communauté de communes Ségala carmausin |
| 2008    | 2015         | Denis Marty                                            | PS                     | Cadre bancaire Maire de Monestiès depuis 1983                                                                          |

### Conseillers d'arrondissement (de 1833 à 1940)
| Période                                  | Période      | Identité                        | Étiquette         | Qualité |
| ---------------------------------------- | ------------ | ------------------------------- | ----------------- | --- |
| 1833                                     | 1840 (décès) | Jean Pierre Biscons (1772-1840) |                   | Notaire à Monestiés, receveur de l'enregistrement et des domaines                                           |
| 1840                                     | 1848         | Casimir Biscons                 |                   | Notaire à Monestiés                                                                                         |
| 1848                                     | 1852         | Jean-Baptiste Cordurié          |                   | Maire de Montirat (1830-1852)                                                                               |
| 1852                                     |              | Pierre Palazy                   |                   | Maire de Monestiès (1849-1867)                                                                              |
|                                          |              |                                 |                   | |
| 1889                                     |              | M. Vidal                        | Républicain       | |
|                                          |              |                                 |                   | |
| 1913                                     | ?            | Pierre Arnal                    | PRS puis SFIO     | Maire du Ségur (1919-1929)                                                                                  |
|                                          |              |                                 |                   | |
|                                          | 1937         | Raoul Balssa                    | Union des gauches | Agriculteur propriétaire, maire de Montirat                                                                 |
| 1937                                     | 1940         | Albert Gourc (1880-1959)        | SFIO              | Cordonnier et limonadier à Monestiés                                                                        |
| 1940                                     |              |                                 |                   | Les conseils d'arrondissement ont été suspendus par la loi du 12 octobre 1940 et n'ont jamais été réactivés |
| Les données manquantes sont à compléter. |              |                                 |                   | |

## Composition
Le canton de Monestiès comprenait neuf communes et compte 2 919 habitants, selon la population municipale au 1er janvier 2012.
| Communes         | Population (2012) | Code postal | Code Insee |
| ---------------- | ----------------- | ----------- | ---------- |
| Combefa          | 161               | 81640       | 81068      |
| Laparrouquial    | 108               | 81640       | 81135      |
| Monestiès        | 1 424             | 81640       | 81170      |
| Montirat         | 268               | 81190       | 81180      |
| Saint-Christophe | 135               | 81190       | 81245      |
| Salles           | 185               | 81640       | 81275      |
| Le Ségur         | 230               | 81640       | 81280      |
| Trévien          | 192               | 81190       | 81304      |
| Virac            | 216               | 81640       | 81322      |

## Démographie
| 1962  | 1968  | 1975  | 1982  | 1990  | 1999  | 2006  | 2012  |
| ----- | ----- | ----- | ----- | ----- | ----- | ----- | ----- |
| 3 107 | 3 468 | 3 109 | 3 008 | 2 911 | 2 853 | 2 783 | 2 919 |